# Tonterías las justas
Tonterías las justas va ser un programa d'humor, produït per 7 y acción i emès per la cadena espanyola Cuatro. El programa el va conduir Florentino Fernández, junt amb Dani Martínez i Anna Simon des del 3 de maig de 2010 fins l'1 de juliol de 2011.

## Equip del programa

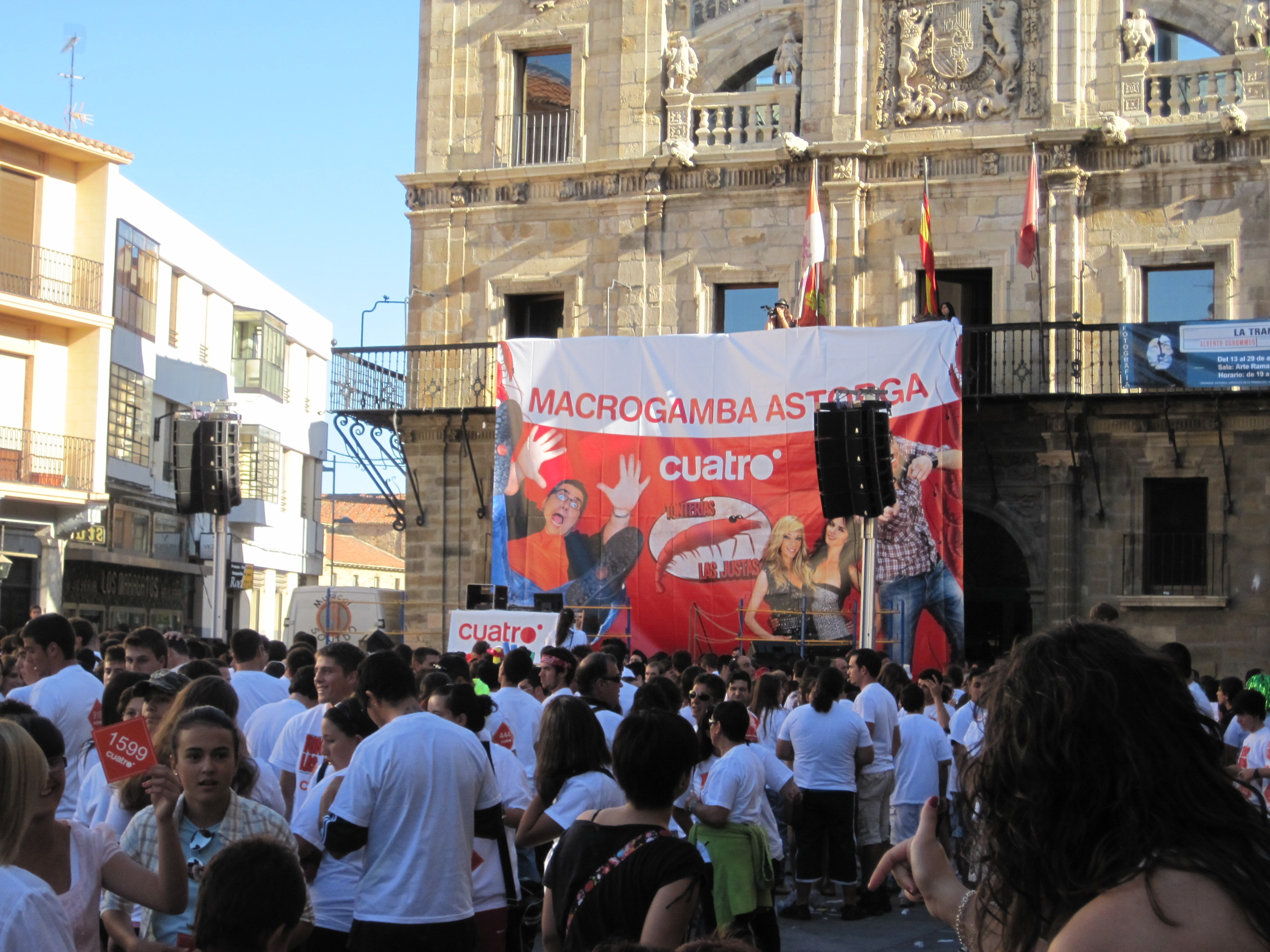
Presentadors del programa durant la macrogamba celebrada a Astorga l'agost de 2010.

### Presentador
- Florentino Fernández

### Copresentadors
- Anna Simon
- Dani Martínez

### Reporteres
- Romina Belluscio
- Paula Garber

### Col·laboradors
- Águeda
- Manuel y Engracia

## Audiències
El programa comptava amb una audiència de 600.000 i 900.000 espectadors, la qual cosa suposava al voltant d'un 6,5% de quota de pantalla, encara que en els últims temps es va veure minvada l'audiència entre el 4% i 5% de share.
El 23 d'agost de 2010, Florentino i els seus col·laboradors van aconseguir el rècord d'audiència del programa amb 1.026.000 teleespectadors i un 8,4% de quota de pantalla. Encara que ja a la fi d'agost van aconseguir per moments arribar als 2 milions d'espectadors en diferents moments del programa.

## Premis i nominacions
| Any  | Nom del premi   | Categoria                               | Nominat              | Resultat  |
| ---- | --------------- | --------------------------------------- | -------------------- | --------- |
| 2010 | Antena de Oro   | Millor presentador                      | Florentino Fernández | Guanyador |
| 2010 | Premis TP d'Or  | Presentador de Varietats i Espectacle   | Florentino Fernández | Nominat   |
| 2010 | Premis TP d'Or  | Programa d'espectacle i entreteniment   | Tonterías las Justas | Nominat   |
| 2011 | Antena de Plata | Presentador de programa d'entreteniment | Dani Martínez        | Guanyador |
| 2011 | Must! Awards    | Millor programa                         | Tonterías las justas | Guanyador |

## Campanades les justes
Per ser el programa revelació de Cuatro de l'any 2010, se li va atorgar l'oportunitat de realitzar les campanades d'aquesta cadena el 31 de desembre de 2010. L'equip de presentadors al costat de Romina Belluscio van realitzar la gala en fals directe en el plató.

## Emissions en diverses cadenes

### Fi d'emissió a Cuatro
El dilluns 23 de maig de 2011, Mediaset España va anunciar que no anava a renovar amb la productora 7 y acción pel que el programa deixaria d'emetre's a Cuatro.

### Fitxatge perNeox
El divendres 3 de juny de 2011, el Grup Antena 3 va confirmar el fitxatge de Tonterías las justas per emetre's a Neox. El nou espai, que passà a anomenar-se Otra movida, va conservar a tot el seu equip anterior excepte a Romina Belluscio. Aquesta reportera va ser reemplaçada per Cristina Pedroche, antiga col·laboradora del programa també cancel·lat Sé lo que hicisteis... (La Sexta), antic competidor directe de Tonterías las justas.

### Canvi aLa Sexta
Després d' Otra movida, gran part del seu equip treballà en el programa Así nos va a La Sexta.